# 巴陶
巴陶，是匈牙利托尔瑙州所辖的一个村。总面积66.17平方公里，总人口1729，人口密度26.1人/平方公里（2011年1月1日）。